# Andrea Collinelli
Andrea Collinelli (Ravenna, Emília-Romanya, 2 de juliol de 1969) és un ciclista italià, ja retirat, que va competir a finals del segle XX. Destacà especialment en el ciclisme en pista, on aconseguí els majors èxits.
El 1996 va prendre part als Jocs Olímpics d'Estiu d'Atlanta, on guanyà la medalla d'or en la prova de persecució individual del programa de ciclisme. També guanyà dues medalles d'or, dues de plata i dues de bronze al Campionat del món de ciclisme en pista. El 2000 havia de participar en els Jocs Olímpics de Sydney, però va donar positiu en un control antidopatge realitzat durant els campionats nacionals.

## Palmarès en pista
- 1996
  -  Medalla d'or als Jocs Olímpics d'Atlanta en Persecució individual
  -  Campió del Món en Persecució per equips (amb Adler Capelli, Cristiano Citton i Mauro Trentini)
- 1997
  -  Campió del Món en Persecució per equips (amb Adler Capelli, Cristiano Citton i Mario Benetton)
  - 1r als Sis dies de Bassano del Grappa (amb Cristiano Citton)
- 1998
  - 1r als Sis dies de Grenoble (amb Adriano Baffi)
- 1999
  - 1r als Sis dies de Grenoble (amb Adriano Baffi)
  - 1r als Sis dies de Fiorenzuola d'Arda (amb Mario Cipollini)
- 2000
  -  Campió d'Itàlia de Madison (amb Silvio Martinello)
  - 1r als Sis dies de Fiorenzuola d'Arda (amb Silvio Martinello)

### Resultats a laCopa del Món
- 1995
  - 1r a Manchester, en Persecució
- 1996
  - 1r a Cottbus, en Persecució
- 1997
  - 1r a Fiorenzuola d'Arda, en Persecució
- 1998
  - 1r a Berlín, en Madison
  - 1r a Hyères, en Persecució per equips
- 2000
  - 1r a Ciutat de Mèxic i Torí, en Persecució per equips

## Palmarès en ruta
- 1997
  - Vencedor d'una etapa de l'Olympia's Tour
  - Vencedor d'una etapa del Circuit des Mines